# Quiroga (járás)
Quiroga egy comarca (járás) Spanyolország Galicia autonóm közösségében, Lugo tartományban. Székhelye Quiroga. Népessége 2005-ös adatok szerint 6800 fő volt.

## Települések
A székhely neve félkövérrel szerepel.
- Folgoso do Courel
- Quiroga
- Ribas de Sil